# 수동 나들목
수동 나들목(Sudong IC)은 경기도 남양주시 수동면 송천리에 운영중인 수도권제2순환고속도로의 교차로(나들목)이다. 2024년 2월 7일에 개통되었다.

## 연혁
- 2018년 11월 21일: 포천 ~ 화도고속도로 신설을 위해 남양주시 도시계획시설 교통광장에 수동면 송천리 일원을 수동 나들목으로 고시[1]
- 2024년 2월 7일: 개통

## 구조물 정보
- 위치: 경기도 남양주시 수동면 수산리
- 영업소: 경기도 남양주시 수동면 남가로 1632

## 접속하는 도로
- 국가지원지방도 제98호선 (남가로)